# NGC 1248
NGC 1248 је лентикуларна галаксија у сазвежђу Еридан која се налази на NGC листи објеката дубоког неба.
Деклинација објекта је - 5° 13' 29" а ректасцензија 3h 12m 48,4s. Привидна величина (магнитуда) објекта NGC 1248 износи 12,5 а фотографска магнитуда 13,5. NGC 1248 је још познат и под ознакама MCG -1-9-16, PGC 11970.